# Kutyn
Kutyn (ucraniano: Ку́тин) es un pueblo de Ucrania perteneciente al municipio rural de Loknytsia, en el raión de Varash de la óblast de Rivne.
En 2001, el pueblo tenía una población de 482 habitantes.
Se ubica a orillas del río Veseluja, unos 5 km al oeste de la capital municipal Loknytsia.

## Historia
Antes de la fundación del actual municipio de Loknytsia en 2016, el pueblo era sede de un consejo rural en el raión de Zarichne. El consejo rural incluía como pedanías a Zadovzhe, Zaozerya, Kútynok y Liubýn.